# ローク・ワン・ニー
「ローク・ワン・ニー」（โลกวันนี้）は、タイのタイ語日刊新聞。1999年11月1日 に創刊。ワッタ・クラシファイドス社（วัฎฎะ คลาสสิฟายด์ส）が発行。一部12バーツ。
創刊より約15年後の2014年11月1日に廃刊となることが決定された。それ以後、2015年よりニュース配信サイトサービスだけしかなく提供する。

## 概要
ローク・ワン・ニー紙は日刊高級紙。総編集長はスントーン・グンワットウォンポン（สุนทร กุลวัฒนวรพงศ์）。月曜から金曜日まで全国で発行。もともとは1980年に発刊した日刊紙『ワッタジャック』（วัฏจักร）から始まり、当時のモットーは「知識の世界を広げ、世界に追いつこう」 （เปิดโลกความคิด ให้ชีวิตทันโลก）であった。1999年11月1日に『ローク・ワン・ニー』に紙名を変更し初版を発行。2006年11月1日にモットーを変更し、「誤報をせず、正しきことを伝える」（ไม่หลงกระแส เสนอแต่ความจริง）となる。2008年2月1日、モットーを元戻し、現在「知識の世界を広げ、世界に追いつこう」となっている。2008年4月30日から紙面の大きさを縮小し、28x21.5 インチから、24x22.75に変更した。

## レギュラーコラム
- 局（ニュース）Phra Phraya 監督（Wat Phra Yaya）Wat Suan Kaew （Suan Kaew財団） - สำนัก（ข่าว）พระพยอม- พระราชธรรมนิเทศ (พระพยอม กลฺยาโณ)วัดสวนแก้ว(มูลนิธิสวนแก้ว)
- ニュースを考えよう （Chantraraj Chandra）（Martyn Thong）-คิดเหนือข่าว（เรืองยศ จันทรคีรี）
- ...国家として （Chakri） - ...เป็นประชารัฐ （อัคนี คคนัมพร)
- （Mr. Heddy） - ฉุก（ละหุก）คิด（นายหัวดี）
- あなたが傷つくほど （Martyn Gold） ยิ่งเกายิ่งคัน（ด๊อกเตอร์ทอง）
- 国境のない人権 - （Jared Discotheque）スバン塩辛い）- สิทธิมนุษยชนไร้พรมแดน（จรัล ดิษฐาอภิชัย）
- 手足（Sutab塩漬け塩漬け）
- 痙攣 - 脱毛（缶詰） - กระตุกหนวดถอนขน （กระป๋อง）

## 金曜版
金曜日には日刊紙と週刊誌の要素を取り混ぜた特別版が発行され、『ローク・ワン・ニー　ワン・スック』（โลกวันนี้ วันสุข）が発行される。ワンスックには「金曜日」と同じ発音で「幸せな日」を意味する同音異義語が当てられている。